# Розширення Європейського Союзу
Розширення Європейського Союзу — це процес приєднання європейських країн до Європейського Союзу. Цей процес започаткували країни «європейської шістки», які заснували Європейську спільноту з вугілля та сталі (попередник ЄС) у 1952 році. Після цього почалось поступове приєднання країн до ЄЕС (пізніше — до ЄС) і наразі налічується 27 країн-членів.
Процес розширення іноді називають європейською інтеграцією. Однак цей термін використовується тоді, коли мова йде про посилення співпраці між країнами-членами ЄС і також коли їх уряди поступово гармонізують міждержавне законодавство.
Аби приєднатися до Європейського Союзу, країна-кандидат має задовольняти політичним та економічним умовам, загальновідомим як Копенгагенські критерії (на честь саміта 1993 року в Копенгагені): стабільний демократичний уряд, який визнає верховенство права та відповідних свобод і інститутів. Згідно з Маастрихтською угодою кожна поточна країна-член, а також Європейський Парламент мають прийти до згоди з приводу будь-якого розширення.
Зараз ЄС пропонує віддалену перспективу членства Боснії і Герцеговині, Сербії, Чорногорії, Північній Македонії, Албанії, Україні та Молдові в обмін на фундаментальні структурні реформи.

## Політика розширення
На сьогоднішній день процес вступу супроводжується цілим рядом формальних кроків, починаючи з передвступного договору і закінчуючи ратифікацією заключного договору про вступ. Ці кроки контролює Європейська Комісія (Головне управління з питань розширення), але актуальні перемовини проводяться між країнами-членами Союзу і країною-кандидатом.

### Умови
За теорією будь-яка європейська країна може приєднатися до Євросоюзу. Рада ЄС консультується з Комісією і Європарламентом та виносить рішення про початок переговорів про вступ. Рада відхиляє або схвалює заяву тільки одностайно. Щоб отримати схвалення заяви, країна має відповідати наступним критеріям:
- повинна бути «європейською державою»
- повинна дотримувати принципи свободи, демократії, поваги до прав людини та фундаментальних свобод, верховенство права.

Для отримання членства потрібно наступне:
- відповідність Копенгагенським критеріям, визнаних Європейською Радою в 1993 році:
  - стабільність інституцій, які гарантують демократію, верховенство права, права людини, повагу і захист меншин
  - існування функціональної ринкової економіки, так само як і здатності впоратись з конкурентним тиском та ринковими цінами у межах Союзу
  - здатність узяти зобов'язання членства, включаючи відданість до політичних, економічних та грошово-кредитних цілей Союзу.
- виконання особливих умов для кожної країни-кандидата (якщо такі є).[1]

У грудні 1995 року Європейською Радою були переглянуті критерії членства, щоб включити до себе умови для інтеграції країни-члена через відповідне регулювання його адміністративних структур, бо важливо, щоб законодавство Євросоюзу відбивалося в національному законодавстві. Також є важливим те, що переглянуте національне законодавство має виконуватись ефективно через відповідні адміністративні та судові структури.

### Процес
Перш ніж країна подасть заяву про вступ, вона, як правило, повинна підписати Угоду про асоціацію з Європейським Союзом, щоб допомогти підготувати країну до статусу кандидата і, можливо, члена.
Багато з країн не задовольняють навіть критеріям, необхідним задля початку переговорів раніше, ніж вони можуть застосовуватися, тому потрібні роки, щоб підготуватися до процесу. Угода про асоційоване членство допомагає підготуватись до цього першого кроку.
Коли країна офіційно подає заяву на членство, Рада просить Комісію висловити свою думку щодо готовності країни почати перемовини. Рада може прийняти або відхилити думку Комісії. Рада лише один раз відхилила думку Комісії — у випадку з Грецією, коли Комісія відмовляла Раду від вступних переговорів.

## Історія розширення

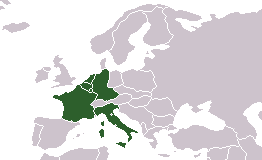
1952 — 58 — Країни-засновники: Бельгія, Франція, Нідерланди, Люксембург, ФРН, Італія

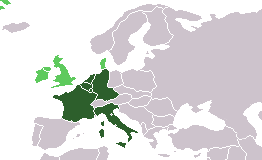
1973 — перше розширення: Данія, Ірландія, Велика Британія

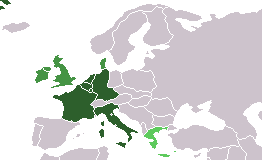
1981 — друге розширення: Греція

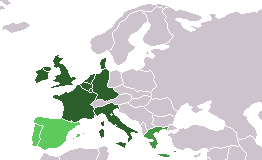
1986 — третє розширення: Іспанія і Португалія, Ґренландія виходить з ЄЕС

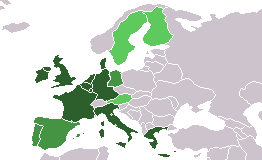
1995 — четверте розширення: Австрія, Фінляндія, Швеція

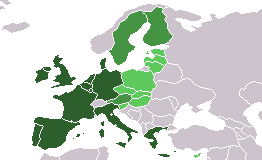
2004 — п'яте розширення (частина I): Кіпр, Чехія, Естонія, Литва, Латвія, Мальта, Польща, Словаччина, Словенія, Угорщина

Розширення ЄС 2004–2013:
ЄС до 2004 року
Приєдналися до ЄС 1 травня 2004 року
Приєдналися до ЄС 1 січня 2007 року
Приєдналася до ЄС 1 липня 2013 року

| Рік  | День/Місяць | Подія |
| ---- | ----------- | --- |
| 1950 | 9 травня    | Міністр закордонних справ Франції Робер Шуман представив свою пропозицію щодо об'єднання Європи, відомої як план Шумана. Ця подія вважається початком європейської інтеграції, яка в кінцевому підсумку привела до створення Європейського Союзу. |
| 1952 | 23 липня    | За Паризьким договором 1951 року було створено Європейська спільнота з вугілля та сталі (ЄСВС). Засновниками стали Бельгія, Франція, Нідерланди, Люксембург, Німеччина та Італія.                                                                 |
| 1958 | 1 січня     | За Римськими договорами країни-члени ЄСВС заснували Європейську економічну спільноту (ЄЕС), яка пізніше перетворилась в Європейську Спільноту (ЄС) і Європейську спільноту з атомної енергії (Євратом).                                           |
| 1973 | 1 січня     | Перше розширення — Велика Британія, Данія та Ірландія приєдналась до ЄЕС. У Норвегії більшість населення проголосувала проти членства в ЄЕС. |
| 1981 | 1 січня     | Друге розширення — Греція приєдналась до ЄЕС. |
| 1985 | 1 лютого    | Ґренландія (самоврядна з 1979 року) вийшла зі складу ЄЕС. |
| 1986 | 1 січня     | Третє розширення — Іспанія та Португалія приєднались до ЄЕС. |
| 1990 | 3 жовтня    | Об'єднання Німеччини — НДР приєдналась до ФРН і стала частиною ЄЕС. |
| 1993 | 1 листопада | Формальне створення Європейського Союзу |
| 1995 | 1 січня     | Четверте розширення — Австрія, Фінляндія і Швеція приєднались до ЄС. У Норвегії та Швейцарії жителі проголосували проти членства в ЄС. |
| 2004 | 1 травня    | П'яте розширення — Кіпр, Естонія, Литва, Латвія, Мальта, Польща, Словаччина, Словенія, Угорщина і Чехія приєдналися до ЄС. |
| 2007 | 1 січня     | Шосте розширення — Болгарія і Румунія приєднались до ЄС . |
| 2013 | 1 липня     | Сьоме розширення — Хорватія приєдналась до ЄС . |
| 2020 | 31 січня    | Вихід Великої Британії зі складу ЄС |

## Етапи розширення Європейського Союзу
У поданій нижче таблиці наведені дати подання заявки на приєднання та дати вступу до ЄЕС (з 1993 — ЄС). Також у цій таблиці відсутні країни «європейської шістки» (Бельгія, Італія, Люксембург, Нідерланди, Німеччина, Франція), які є засновниками Європейської спільноти з вугілля і сталі — у майбутньому прообразу Європейського Союзу.
| Країна          | Дата подання заявки | Дата вступу |
| --------------- | ------------------- | ----------- |
| Австрія         | 1989                | 1995        |
| Болгарія        | 1995                | 2007        |
| Велика Британія | 1961, 1967          | 1973        |
| Греція          | 1975                | 1981        |
| Данія           | 1961, 1967          | 1973        |
| Естонія         | 1995                | 2004        |
| Кіпр            | 1990                | 2004        |
| Ірландія        | 1961, 1967          | 1973        |
| Іспанія         | 1977                | 1986        |
| Латвія          | 1995                | 2004        |
| Литва           | 1995                | 2004        |
| Мальта          | 1990, 1995          | 2004        |
| НДР             | -                   | 1990        |
| Польща          | 1994                | 2004        |
| Португалія      | 1977                | 1986        |
| Румунія         | 1995                | 2007        |
| Словаччина      | 1995                | 2004        |
| Словенія        | 1996                | 2004        |
| Угорщина        | 1994                | 2004        |
| Фінляндія       | 1992                | 1995        |
| Хорватія        | 2005                | 2013        |
| Чехія           | 1995                | 2004        |
| Швеція          | 1991                | 1995        |